# Sybra lobata
Sybra lobata là một loài bọ cánh cứng trong họ Cerambycidae.